# 559

## Събития
- Хуните и кутригурите на Заберган навлизат в територията на Византия, но са отблъснати близо до Константинопол.